# Општина Микфалау (Ковасна)
Микфалау (рум. Micfalău) општина је у Румунији у округу Ковасна.
Oпштина се налази на надморској висини од 618 m.

## Становништво

### Хронологија
| Година       | 2004 | 2005 | 2006 | 2007 | 2008 | 2009 | 2010 | 2011 | 2012 | 2013 | 2014 | 2015 | 2016 | 2017 |
| ------------ | ---- | ---- | ---- | ---- | ---- | ---- | ---- | ---- | ---- | ---- | ---- | ---- | ---- | ---- |
| Становништво | 1834 | 1846 | 1857 | 1872 | 1865 | 1864 | 1857 | 1861 | 1870 | 1890 | 1854 | 1856 | 1841 | 1844 |